# 蘇克雷縣
0°36′S 80°25′W / 0.600°S 80.417°W
蘇克雷縣（西班牙語：Cantón Sucre），是厄瓜多爾的縣份，位於該國西部，由馬納比省負責管轄，首府設於卡拉克斯港，面積764平方公里，2001年普查人口總數為52,158人，人口密度為每平方公里68.27人。